# Велий Бргуд
Велий Бргуд (хорв. Veli Brgud) — населений пункт у Хорватії, у Приморсько-Горанській жупанії у складі громади Матулі.

## Населення
Населення за даними перепису 2011 року становило 485 осіб.
Динаміка чисельності населення поселення:

## Клімат
Середня річна температура становить 10,28 °C, середня максимальна – 22,43 °C, а середня мінімальна – -3,11 °C. Середня річна кількість опадів – 1449 мм.
| Клімат поселення                              | Клімат поселення | Клімат поселення | Клімат поселення | Клімат поселення | Клімат поселення | Клімат поселення | Клімат поселення | Клімат поселення | Клімат поселення | Клімат поселення | Клімат поселення | Клімат поселення | Клімат поселення |
| Показник                                      | Січ.             | Лют.             | Бер.             | Квіт.            | Трав.            | Черв.            | Лип.             | Серп.            | Вер.             | Жовт.            | Лист.            | Груд.            |                  |
| Середній максимум, °C                         | 7,34             | 7,97             | 10,60            | 14,88            | 18,17            | 21,86            | 22,05            | 22,43            | 18,55            | 14,17            | 8,85             | 6,17             |                  |
| Середня температура, °C                       | 2,12             | 2,75             | 5,37             | 9,64             | 12,95            | 16,63            | 18,99            | 19,39            | 15,51            | 11,12            | 5,80             | 3,12             |                  |
| Середній мінімум, °C                          | −3,11            | −2,48            | 0,15             | 4,41             | 7,73             | 11,42            | 15,94            | 16,34            | 12,45            | 8,06             | 2,74             | 0,07             |                  |
| Норма опадів, мм                              | 109              | 91               | 108              | 115              | 102              | 125              | 86               | 107              | 129              | 161              | 173              | 143              |                  |
| Середньомісячна швидкість вітру, м/с          | 2.54             | 2.77             | 2.84             | 2.74             | 2.50             | 2.40             | 2.31             | 2.36             | 2.40             | 2.63             | 2.80             | 2.74             |                  |
| Середньомісячна сонячна радіація, кДж/м²·день | 4427             | 7307             | 10390            | 14707            | 18815            | 20428            | 21536            | 18432            | 13603            | 8957             | 4810             | 3704             |                  |
| --------------------------------------------- | ---------------- | ---------------- | ---------------- | ---------------- | ---------------- | ---------------- | ---------------- | ---------------- | ---------------- | ---------------- | ---------------- | ---------------- | ---------------- |
| Джерело:                                      |                  |                  |                  |                  |                  |                  |                  |                  |                  |                  |                  |                  |                  |